# Borsuki (Białoruś)
Borsuki (biał. Барсукі; ros. Барсуки) – agromiasteczko na Białorusi, w obwodzie witebskim, w rejonie dokszyckim, w sielsowiecie Dokszyce.

## Historia
W czasach zaborów wieś leżała w gminie Porpliszcze, w powiecie wilejskim w guberni wileńskiej Imperium Rosyjskiego.
W dwudziestoleciu międzywojennym wieś leżała w Polsce, w województwie wileńskim, w powiecie duniłowickim, od 1926 w powiecie dziśnieńskim, w gminie Porpliszcze.
Według Powszechnego Spisu Ludności z 1921 roku zamieszkiwało tu 338 osób, 161 było wyznania rzymskokatolickiego, 172 prawosławnego a 5 mojżeszowego. Jednocześnie 152 mieszkańców zadeklarowało polską przynależność narodową, 181 białoruską a 5 żydowską. Było tu 61 budynków mieszkalnych. W 1931 w 65 domach zamieszkiwały 343 osoby.
Wierni należeli do parafii rzymskokatolickiej w Dokszycach. Miejscowość podlegała pod Sąd Grodzki w Dokszycach i Okręgowy w Wilnie; właściwy urząd pocztowy mieścił się w Porpliszczach.
Po agresji ZSRR na Polskę w 1939 roku wieś znalazła się w granicach BSRR. W latach 1941–1944 była pod okupacją niemiecką. Następnie leżała w BSRR. Od 1991 roku w Republice Białorusi.